# Emmanuel Ogoli
Emmanuel Ogoli (1989 - 12 de dezembro de 2010) foi um futebolista nigeriano que atuava como lateral esquerdo.

## Morte
Em dezembro de 2010, Ogoli desabou em campo ao 39 minuto de jogo enquanto jogava pelo Ocean Boys contra o adversário Niger Tornadoes, morreu mais tarde no hospital com suspeitas da causa sendo insuficiência cardíaca, segundo o porta-voz do Ocean Boys. 